# Aaron Nichols Skinner
Pour les articles homonymes, voir Skinner.
Aaron Nichols Skinner, né le 10 août 1845 à Boston et mort le 14 août 1918 à Framingham, est un astronome américain. 

## Biographie
Né à Boston, il est le fils de Benjamin Hill Skinner (Jr.) et Mercy (Burgess) Skinner. Il épouse Sarah Elizabeth Gibbs de Framingham le 9 février 1874. Ils auront deux enfants, Melville Gibbs et Helen Augusta Skinner. 
Il fait ses études à la Boston Latin School, au Beloit (Wisconsin) College et à l'université de Chicago, où, entre 1866 et 1868, il est assistant de Truman Henry Safford à l'observatoire de Dearborn (en) de l'université Northwestern. 
Il meurt à Framingham (Massachusetts).
Il a découvert deux galaxies du New General Catalogue (NGC) et trois galaxies de l'Index Catalogue (IC) avec une lunette de 48 cm (18,5 pouces).